# Tau
Tau ali tav (grško: starogrško ταυ; velika črka: Τ, mala črka: τ) je devetnajsta črka grške abecede in ima številčno vrednost 300. Črka tau izvira iz feničanske črke tav (). Iz grške črke tau izvirata latinična črka T in cirilična črka Т. 
V grščini se črka Τ izgovarja kot t. Izjema pri tem je digraf ΝΤ, ki se izgovarja kot nd, na začetku besede in v besedah tujega izvora pa kot d, npr.: starogrško χοτ ντογκ [hot dog], starogrško ντανταϊσμός [dadaismos], ipd.

## Pomeni
- v astronomiji je τ oznaka za devetnajsto zvezdo v ozvezdju
- v fiziki delcev je τ (oziroma τ-, τ+) oznaka za lepton tau ali tauon
- v fiziki je τ  oznaka za življenjski čas
- v matematiki je τ ena od oznak za število zlatega reza (bolj običajno Φ)
- τ(n) je v matematiki ena od oznak za število vseh pozitivnih deliteljev števila  n (tudi d(n))
- τ označuje Kendallov tau koeficient, ki je mera za korelacijo v statistiki
- τ proteini so vrsta beljakovin v biokemiji

Frančiškani pogosto nosijo namesto križa črko τ kot znak pripadnosti krščanstvu.

### Unicode
|                | Velika črka Τ         | mala črka τ         |
| -------------- | --------------------- | ------------------- |
| Unicode UTF-16 | U+03A4                | U+03C4              |
| Ime Unicode    | Velika grška črka tau | Mala grška črka tau |
| Koda HTML      | &#932;                | &#964;              |
| Enota HTML     | &Tau;                 | &tau;               |